# Sun Linlin
Sun Linlin (chinesisch 孙琳琳, Pinyin Sūn Línlín, * 3. Oktober 1988 in der Provinz Heilongjiang) ist eine ehemalige chinesische Shorttrackerin.
Suns erster Start bei einem internationalen Großereignis fand im Januar 2005 bei der Juniorenweltmeisterschaft in Belgrad statt, wo sie auf Anhieb mit der Staffel die Silbermedaille gewann. Zudem erreichte sie über 1500 Meter das Finale, in dem sie Fünfte wurde, insgesamt gelang ihr der achte Rang im Allround-Wettkampf. Ein Jahr später in Miercurea Ciuc wurde sie nur mit der Staffel eingesetzt, mit der sie dafür sogar den Titel erringen konnte. In der Saison 2006/07 nominierte sie der chinesische Verband zum ersten Mal für den Shorttrack-Weltcup. Dort startete sie jedoch nur bei zwei Rennen während ihres Heimweltcups in Changchun über 1500 Meter, hier platzierte sie sich aber auf einem sehr guten vierten und einem ebenfalls guten siebten Platz. Bei der Winter-Universiade 2007 in Turin gewann Sun die Goldmedaille mit der Staffel und die Silbermedaille über 3000 Meter. Auch auf den anderen Distanzen gelangen ihr Top-10-Resultate. In der Saison 2007/08 wurde sie weder im Weltcup noch bei einem Großereignis eingesetzt, dafür kehrte sie bei der ersten Station des Weltcups 2008/09 mit einem dritten Rang, ihrem ersten Einzel-Podestresultat, über 1500 Meter und einem Staffelsieg zurück. Nach ihrer aktiven Laufbahn wurde Sun Shorttracktrainer.